# 9

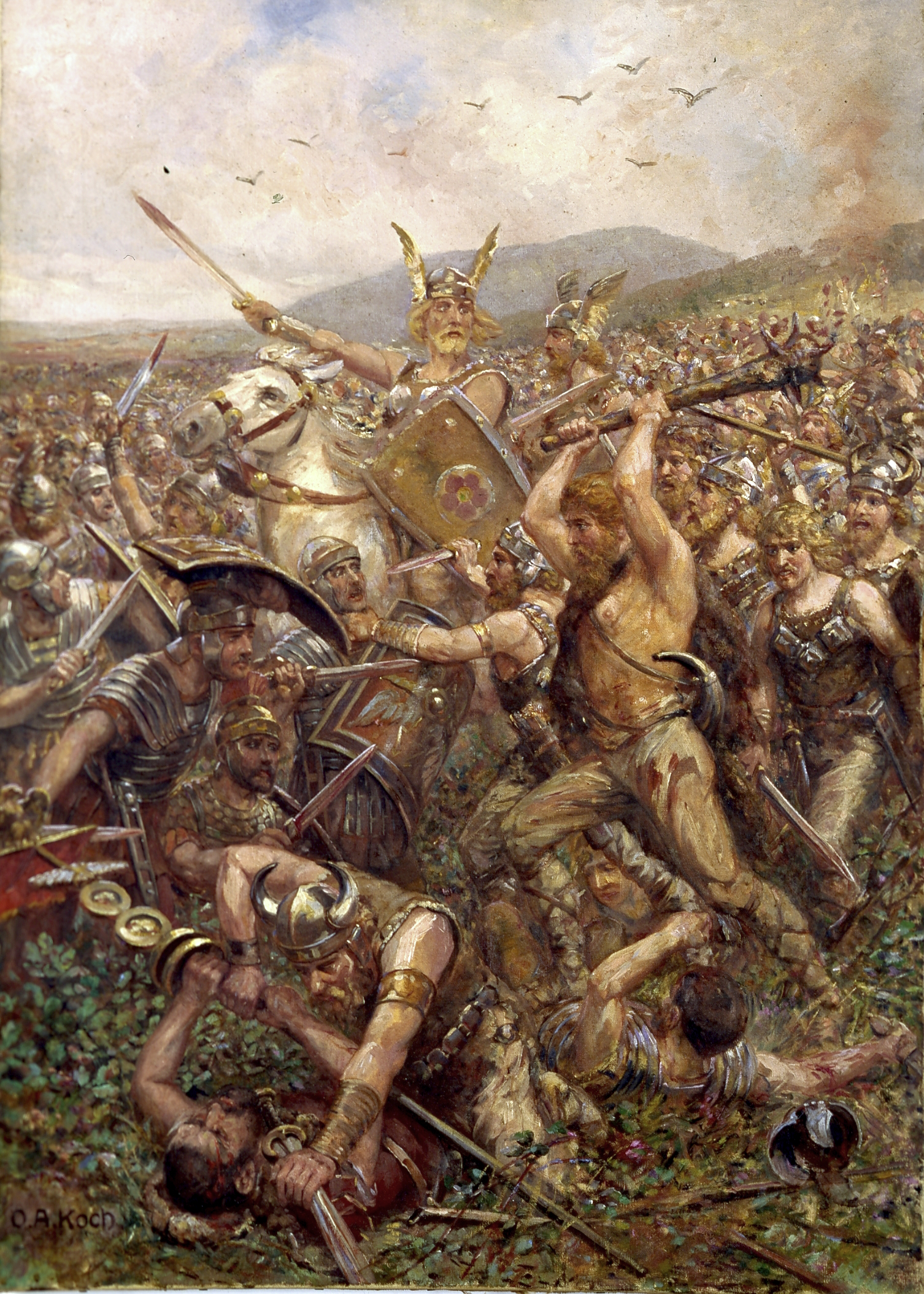
Batalia din Padurea Teutoburg

Anul 9 este un an care a început într-o zi de marți după calendarul iulian. În Imperiul Roman a fost anul consulatului lui Sabinus și Camerinus.

## Evenimente

### Imperiul Roman

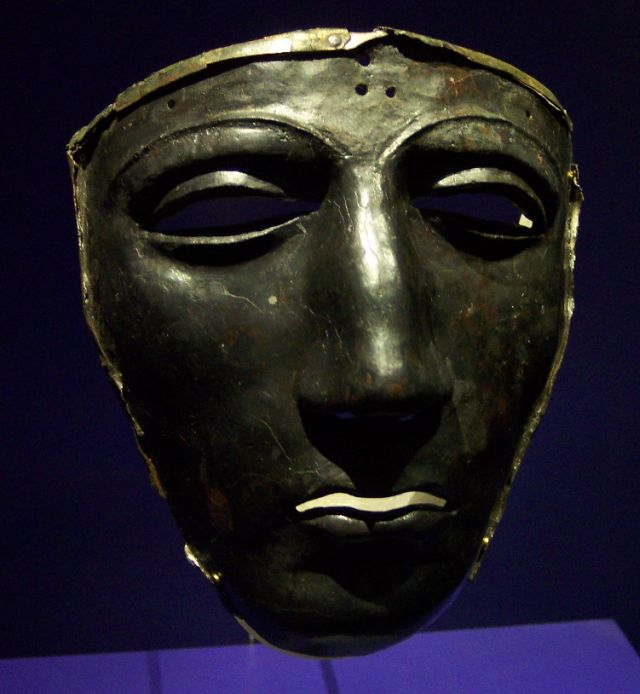
Masca unui soldat roman ucis la Teutoburg

- 9 septembrie: Bătălia din Pădurea Teutoburgică. Legiunile XVII, XVIII și XIX au fost atrase într-o ambuscadă condusă de Arminius și înfrânți de tribul germanic, cheruscii. Stindardele romane cu vulturi au fost pierdute, iar generalul roman Publius Quinctilius Varus s-a sinucis. Imperiul Roman a suferit cea mai grea înfrângere militară. La Teutoburg  au pierit 20 000 de legionari. Râul Rin a devenit  o frontieră între lumea latină și lumea germană. Legiunile II Augusta, XX Valeria Victrix, XIII Germină au fost relocate în Germania pentru a înlocui legiunile pierdute.
- Cunobeline este primul rege consemnat  al  Catuvellaunilor din Camulodunum în Britania.
- Marea revoltă illirica din Dalmația este înăbușită de romani.
- Ovidiu compune poemul Ibis.
- Pentru a crește numărul căsătoriilor și demografia, Augustus a emis Lex Papia Poppaea care a fost adoptată de senatul roman. Legea interzicea celibatul și  mariajele fără nașterea copiilor.
- Provincia Illyricum este împărțită în regiunile Pannonia inferioară și Dalmația superioară.
- Roma intră într-o perioadă tensionată economic și  introduce două noi taxe din cauza jafurilor danubiene și Bătăliei din Pădurea Teutoburg - 5% pe moșteniri și 1% pe vânzări.

### China
- 10 ianuarie: Wang Mang se proclamă împărat și pune bazele unei dinastii de scurtă durată până în anul 25 - Xin.  Wang Mangisi numește soția, Wang, drept împărăteasă, iar fiul lor, Wang Lin devine moștenitorul tronului.
- Lui Kuai, marchizul de Zuziang, atacă ducatul Fuchong sub fratele său Liu Ying. Lui Kuai este înfrânt și ucis în bătălie.

## Nașteri
- 17 noiembrie: Vespasian (n. Titus Flavius Vespasianus), împărat roman (d. 79)

## Decese

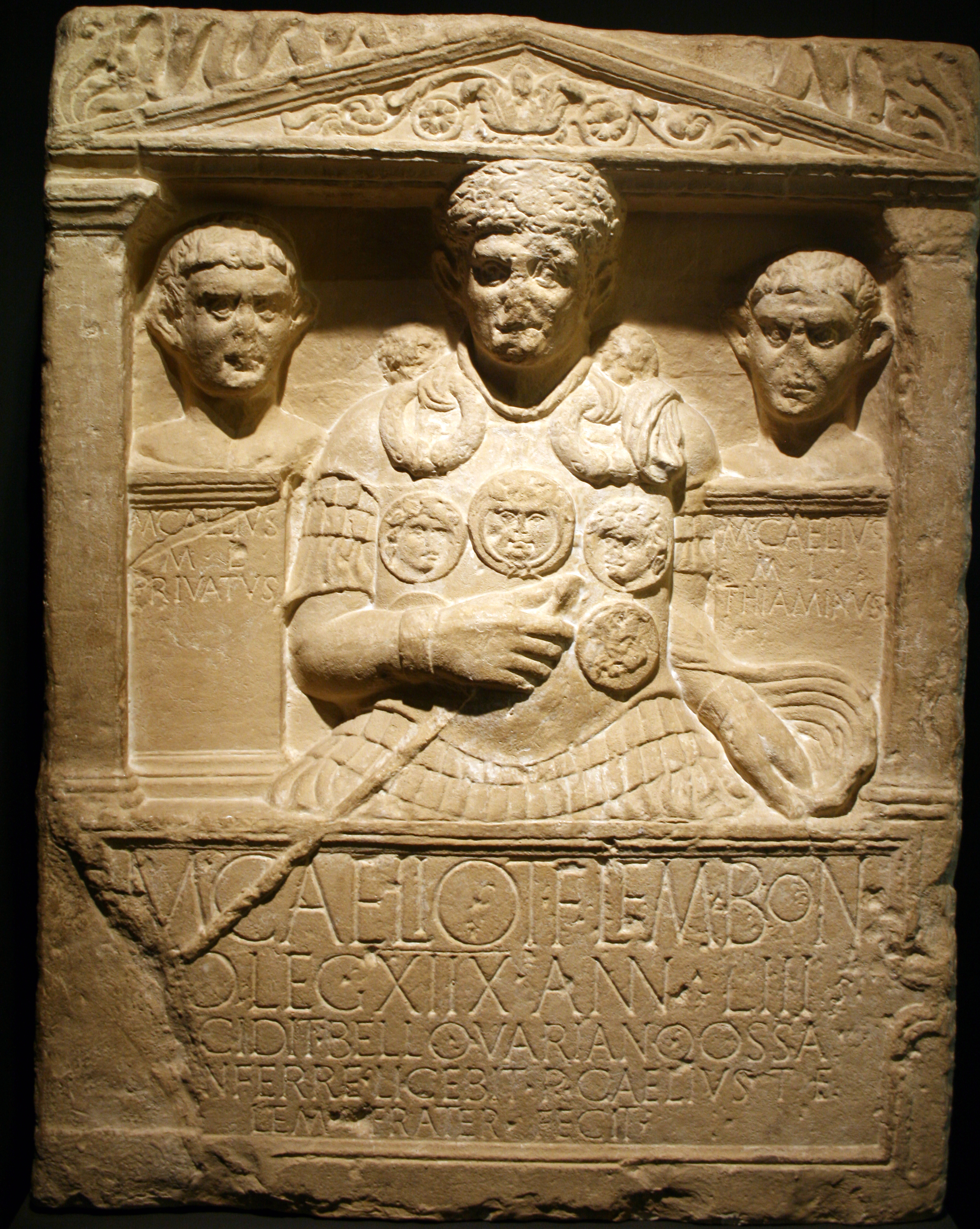
Epitaful centurionului Marcus Caelius ucis la Teutoburg

- Marcus Caelius, centurion roman (n. ?)
- Publius Quinctilius Varus, general roman (n. 47/46 î.Hr.)